# Mr Love & Justice
Mr Love & Justice — двенадцатый студийный альбом английского фолк-рок музыканта Билли Брэгга, изданный 3 марта 2008 года на лейблах Cooking Vinyl, ANTI- Records и Shock Records. Это второй диск, записанный им с его бэк-группой The Blokes. Название альбома взято из романа Колина Макиннеса 1960 года.
Альбом получил положительные и смешанные отзывы музыкальной критики и интернет-изданий.

## История
Альбом был записан на студии Chapel Studios в Линкольншире в марте 2007 года, а дополнительные записи были сделаны на сессии, которая проходила в The Butchers Shop, London NW5 в сентябре 2006 года. Сольная версия альбома была записана Брэггом в студии Mojo Sound Studios в графстве Девон в сентябре 2007 года. Фотография для обложки была сделана на 474 Broome Street (SoHo, Нью-Йорк) Энтони Сент-Джеймсом.
Первым синглом с альбома стал «I Keep Faith», который был выпущен ограниченным тиражом на 7" 17 марта 2008 года.
Вторым синглом с альбома стал двойной а-сайд «The Beach Is Free» и «I Almost Killed You», который был выпущен в виде сингла для скачивания 21 июля 2008 года.
Франц Николаи из американской инди-рок группы The Hold Steady назвал Mr Love & Justice одним из своих любимых альбомов 2008 года.

## Отзывы
| Совокупная оценка      | Совокупная оценка |
| Источник               | Оценка            |
| ---------------------- | ----------------- |
| Metacritic             | (71/100)          |
| Оценки критиков        |                   |
| Источник               | Оценка            |
| Allmusic               | [ 1 ]             |
| Crawdaddy!             | (favourable)      |
| Drowned in Sound       | (4/10)            |
| Los Angeles Times      | [ 10 ]            |
| musicOMH               | [ 11 ]            |
| Observer Music Monthly | [ 12 ]            |
| Pitchfork Media        | (6.5/10)          |
| PopMatters             | [ 14 ]            |
| Punknews.org           | [ 15 ]            |
| Uncut                  | [ 16 ]            |

Альбом получил положительные отзывы музыкальной критики и интернет-изданий.
На данный момент альбом получил 71 балл из 100 на Metacritic, основываясь на «в целом благоприятных отзывах». Filter оценил альбом в 82 балла из 100 и сказал: «К традиционному инструментарию группы добавляются рожки, что даёт Брэггу прочный фундамент, на котором он может передать своё послание». Paste дал альбому благоприятную рецензию и сказал: «Это скорее не возврат к форме, а скачок вперёд в зрелости, глубине и нюансах». Billboard дал альбому положительную рецензию и сказал о Брэгге: «Независимо от того, предпочитаете ли вы, чтобы он выкрикивал ярость на линии пикета или шептал сладкие ноты в спальне, вы найдёте здесь много интересного». The Village Voice также дал ему положительную рецензию и назвал его «классическим Брэггом: часто фантастический фолк-рок, который поддерживает и веру, и ваше внимание». The Boston Globe также дал положительную рецензию и заявил: «Брэгг окрашивает свои блестящие рассуждения с кокни-акцентом в цвета аппалачского фолка в песне „O Freedom“, написанной под влиянием Вуди Гатри, где он протестует: „Свобода, какие свободы принимаются во имя твоё?“. В песне „I Keep Faith“, в которой участвует легенда Soft Machine Роберт Уайатт, он обращается к классическому соулу».
The Phoenix поставил альбому три звезды из четырёх и сказал, что он не лишён осечек […] но это самое уверенное заявление Брэгга с тех пор, как десять лет назад он объединился с Wilco, чтобы дать жизнь потерянным текстам Вуди Гатри". The A.V. Club поставил альбому четвёрку и сказал, что хотя Брэгг «не покоряет высот, которых он достиг на предыдущих альбомах, по крайней мере, горы отсюда видны». Spin поставил альбому семь баллов из десяти и сказал, что «Брэгг почти правильно балансирует между посланием и музыкой».
Другие отзывы довольно средние или смешанные: журнал Q дал альбому три звезды из пяти и сказал, что Blokes «слишком часто мешают вдумчивой лирике Брэгга». Hot Press дал альбому среднюю рецензию и сказал: «Брэгг подводит итоги. Теперь он делает это для себя, в своём собственном темпе. Те, кто ищет откровений от старого панка с новым взглядом, останутся в подвешенном состоянии». BBC Music дали альбому смешанную рецензию и сказали, что он «совсем не плох, но по сравнению с альбомами Talking with the Taxman About Poetry или Workers Playtime Брэгга он совсем не подходит». Издание Now дал альбому две звезды из пяти и сказал, что он «находит [Брэгга] в его зоне комфорта, предоставленной The Blokes и продюсером Грантом Шоубизом, под ещё одним названием, скопированным у романиста Колина Макиннеса».

## Список композиций
Все песни написаны Билли Брэггом.
1. «I Keep Faith»
2. «I Almost Killed You»
3. «M for Me»
4. «The Beach is Free»
5. «Sing Their Souls Back Home»
6. «You Make Me Brave»
7. «Something Happened»
8. «Mr Love & Justice»
9. «If You Ever Leave»
10. «O Freedom»
11. «The Johnny Carcinogenic Show»
12. «Farm Boy»

Японский бонусный трек
1. «Ash Wednesday»
2. «Goodbye, Goodbye»